# Tonkinatus bimaculatus
Genre
Espèce
Tonkinatus bimaculatus, unique représentant du genre Tonkinatus, est une espèce d'opilions laniatores de la famille des Epedanidae.

## Distribution
Cette espèce est endémique du Viêt Nam. Elle se rencontre au Tonkin.

## Description
Le mâle holotype mesure 4 mm.

## Publication originale
- Roewer, 1938 : « Über Acrobuninae, Epedaninae und Sarasinicinae. Weitere Weberknechte IX. (9. Ergänzung der Weberknechte der Erde 1923). » Veröffentlichungen aus dem Deutschen Kolonial- und Übersee-Museum in Bremen, vol. 2, p. 81–169.